# Herr Sanders lebt gefährlich
Herr Sanders lebt gefährlich è un film del 1944 diretto da Robert A. Stemmle.

## Produzione
Le riprese del film, che fu prodotto dalla Tobis Filmkunst e venne girato nei dintorni di Berlino e, in Italia, a Pompei e Paestum, iniziarono il 15 giugno per concludersi nel settembre 1943.

## Distribuzione
Distribuito dalla Deutsche Filmvertrieb (DFV), uscì nelle sale cinematografiche tedesche presentato a Berlino al Berlin, U.T. Kurfürstendamm il 12 maggio 1944. In Danimarca, uscito il 27 novembre 1944, prese il titolo Herr Sanders lever farligt. In versione originale in tedesco, nel 1950 la Casino Film Exchange distribuì il film negli Stati Uniti.